# Lanthanusa richardi
Lanthanusa richardi är en trollsländeart som beskrevs av Maurits Anne Lieftinck 1942. Lanthanusa richardi ingår i släktet Lanthanusa och familjen segeltrollsländor. Inga underarter finns listade i Catalogue of Life.